# Pterolophia horridula
Pterolophia horridula là một loài bọ cánh cứng trong họ Cerambycidae.